# Dan Nemteanu
Dan Corneliu Nemteanu, född 22 september 1930 i Falticeni, i norra Moldova, Rumänien, död 3 oktober 2022 i Malmö, var en rumänsk-svensk scenograf, kostymör, målare och illustratör, sedan 1975 bosatt i Malmö och internationellt verksam.

## Biografi
Dan Nemteanu studerade 1949–1955 scenografi och måleri vid Konstakademien i Bukarest. Efter debuten som professionell scenograf och kostymör i uppsättningen av Horia på Iași nationalteater i Iași 1956 följd av Anne Franks dagbok på Judiska teatern i Bukarest 1957 var han därefter verksam i Rumänien, med gästspel i Bulgarien. 1961–1975 verkade han främst på Komediteatern i Bukarest med scenografi och kostymer till en stor mängd produktioner. Under denna tid deltog han med sitt måleri även i ett flertal utställningar i Rumänien och internationellt. 
År 1975 flydde han till Sverige och har sedan dess varit internationellt verksam med ett 80-tal produktioner inom teater, opera, balett etc. 1975–1995 var han fast anställd på Malmö stadsteater och verkade på ett flertal teatrar i Danmark, Norge, Finland, Haifa stadsteater i Israel och USA med produktioner av bland andra Shakespeare, Brecht, Ionesco, Strindberg, Ibsen, Molière, Eugene O'Neill, Maksim Gorkij, Adam Oehlenschläger, Wagner och nyskrivna verk.
Han har undervisat vid Lunds universitet och Prags universitet samt under perioden 1986–2002 också verkat som professor vid University of Iowa. Han har illustrerat ett flertal böcker av bland andra Orhan Pamuk, Umberto Eco och Vagn Lundbye, samt rumänska bokverk, och under flera decennier verkat som bildkonstnär med måleri med exempelvis färgstarka naturmotiv från Florida. Hans konst och teaterritningar har flera gånger ställts ut internationellt, även på Teatermuseet i Malmö 1994, 2007 och 2016 samt Teatermuseet i Hofteatret i Köpenhamn 2011.
År 2009 tilldelades han det rumänska scenkonstpriset Uniter-priset för sitt livsverk. Den rumänska boken Dan Nemeanu i viziunea sa scenografica av Ion Cazaban (Cheiron, 2011) behandlar Nemteanus teaterarbeten.

## Teater

### Scenografi och kostym (ej komplett)
| År   | Produktion                               | Upphovsmän                                           | Regi             | Teater            | Noter      |
| ---- | ---------------------------------------- | ---------------------------------------------------- | ---------------- | ----------------- | ---------- |
| 1978 | Det går an                               | Carl Jonas Love Almqvist                             | Eva Sköld        | Malmö stadsteater | Scenografi |
| 1981 | Förmörkelsen - Till Fedra                | Per Olov Enquist                                     | Lennart Olsson   | Malmö stadsteater | Scenografi |
| 1984 | Kärleksbarn Caged birds                  | Lynda La Plante Översättning Kerstin Birde           | Kerstin Birde    | Malmö stadsteater | Scenografi |
| 1984 | Doktorn klipper till Tailleur pour dames | Georges Feydeau Översättning Jacques och Marie Werup | Andris Blekte    | Malmö stadsteater | Scenografi |
| 1984 | Har ni sett Butlern? Pass the Butler     | Eric Idle Översättning Per Lysander                  | Lennart Olsson   | Malmö stadsteater | Scenografi |
| 1993 | Bernardas hus La casa de Bernarda Alba   | Federico García Lorca Översättning Karin Alin        | Ronny Danielsson | Malmö stadsteater | Kostym     |